# Dora Doll
Dorothea Hermina Feinberg (Berlín, 19 de mayo de 1922- Nimes, 15 de noviembre de 2015), conocida como Dora Doll, fue una actriz francesa.
Contrajo matrimonio con Raymond Pellegrin, desde 1949 al 1955, y luego con François Deguelt. Fue madre de Danielle. Tuvo una extensa filmografía.
Fue condecorada con la Orden Nacional del Mérito.

## Filmografía
- 1956, Calle Mayor
- 1958, The Young Lions
- 1964, Any Number Can Win
- 1964, Une souris chez les hommes
- 1983, Julien Fontanes, magistrat
- 1987, Les keufs
- 1988, Once More
- 2000, Tide of Life
- 2000, Most Promising Young Actress
- 2006, Hey Good Looking